# آزادی رسانه در ارمنستان
سانسور در ارمنستان به جز در برخی از موارد محدود، به‌طور کلی وجود ندارد.
در شاخص آزادی رسانه، ارمنستان در سال ۲۰۲۲ پیشرفت بی‌سابقه‌ای داشت؛ امتیاز آن یازده درجه افزایش و به رتبه ۵۱ دست یافت. مطبوعات نیز تأیید کردند که آمار قتل یا ربودن خبرنگاران، شهروند خبرنگاران یا دستیاران رسانه به صفر رسیده هست.

## تاریخچه

### تا دهه ۱۹۹۰
پروسه دموکراتیک‌سازی اتحاد جماهیر شوروی با سیاست گلاسنوست آغاز شد؛ که به معنای شفافیت یا آزادی بیان هست.

#### قانون اساسی سال ۱۹۹۵
در همه‌پرسی سال ۱۹۹۵، با تغییر قانون اساسی دوره شوروی موافقت شد. بند ۲۴ قانون اساسی جدید به آزادی بیان اختصاص داشت:
تمام افراد از حق آزادی بیان برخوردارند؛ آنها حق دارند که آزادانه و فارغ از مرزهای کشور، اطلاعات و افکار را از طریق هر منبع اطلاعاتی، پیگیری، دریافت و منتشر کنند.— بند ۲۴ قانون اساسی ۱۹۹۵ ارمنستان
با اینحال براساس بندهای ۴۴ و ۴۵، برای حفاظت از «امنیت حکومتی و اجتماعی، نظام اجتماع، سلامت و اخلاق اجتماعی» و «حقوق، آزادی‌ها، آبرو و اعتبار افراد» احتمال تعلیق موقت آزادی رسانه وجود دارد. همچنین ممنوعیت آشکاری بر سانسور وجود ندارد.

### دهه ۲۰۰۰
قانون آزادی اطلاعات در سال ۲۰۰۳ تصویب، و در سال ۲۰۱۵ اجرایی شد.

#### ۲۰۰۲
در سال ۲۰۰۲، شبکه تلویزیونی A1+ توسط دولت بسته شد. پس از این اتفاق، هفده رسانه خبری اعلام کردند که آزادی بیان در ارمنستان در خطر نیست. این شروعی برای سیاست ویراستاری خود سانسوری، به ویژه در تلویزیون و رادیو بود؛ به همین دلیل سانسور مستقیم کمتر اعمال می‌شد.
قانون اساسی ۲۰۰۵
در همه‌پرسی ۲۰۰۵، مجموعه‌ای از تغییرات بر قانون اساسی در نطر گرفته شد. فصل دوم قانون اساسی جدید ارمنستان به «حقوق و آزادی‌های اساسی فردی و شهروندی» پرداخته هست و بند ۲۷ آن به آزادی بیان و رسانه اشاره دارد:
تمام افراد حق دارند که نظر خود را آزادنه بیان کنند. هیچ‌کسی نباید مجبور شود که نظرش را تغییر دهد یا از آن خودداری کند.
تمام افراد از حق دارند که از هر شیوه‌ای و فارغ از مرزهای کشور، به جست و جو، درک و افشای اطلاعات بپردازند.
آزادی رسانه‌های جمعی و دیگر ابزارهای رسانه‌ای تضمین می‌شود.

دولت تضمین می‌دهد که شبکه‌های رادیویی مستقل و عمومی حق فعالیت داشته باشند؛ و خدمات تلویزیونی مجموعهٔ متنوعی از برنامه‌های آموزشی، فرهنگی و سرگرمی ارائه کند.— بند ۲۷ قانون اساسی ۲۰۰۵ ارمنستان
از سال ۲۰۱۰ هیچ مجازات کیفری برای تهمت وجود ندارد؛ اگرچه هنوز هم خطای مدنی محسوب می‌شود.
طبق دادگاه قانون اساسی در ۲۰۱۱، رسانه‌های خبری نمی‌توانند مشمول «ارزیابی انتقادی داده‌ها» شوند یا قضاوت‌هایشان را مورد ارزیابی قرار گیرد.

### از ۲۰۱۰

#### ۲۰۱۵
با اینکه خشونت علیه خبرنگاران رو به کاهش بود، در سال ۲۰۱۵ مجموعه اتفاقات خطرناکی رخ داد. در طی اعتراضات همگانی به افزایش بهای برق در سال ۲۰۱۵، پلیس از ماشین آبپاش علیه معترضان و خبرنگاران استفاده کرد؛ دست کم چهارده دستیار رسانه‌ای زخمی شدند و تجهیزاتشان آسیب دید.